# Arthur&Diana
Arthur&Diana (alternative Schreibweise Arthur & Diana) ist ein deutscher Spielfilm von Sara Summa aus dem Jahr 2023. Die Uraufführung des autofiktionalen Werkes erfolgte im September beim 48. Filmfestival von Toronto. Die deutsche Erstaufführung ist im Januar 2024 im Spielfilm-Wettbewerb des 45. Filmfestivals Max Ophüls Preis geplant.

## Handlung
Diana macht sich mit ihrem zweijährigen Sohn Lupo und ihrem Bruder Arthur von Berlin aus auf den Weg nach Paris. Geplant ist, die jährliche Sicherheitsprüfung des in Frankreich angemeldeten rostigen Familienautos zu absolvieren. Obwohl sie mit GPS und Landkarte ausgestattet sind, verläuft die Reise überhaupt nicht wie geplant. Je mehr Umwege das Trio nimmt, desto unwahrscheinlicher wird es, dass der alte Renault überhaupt die französische Hauptstadt erreichen wird. Damit entwickelt sich der ursprünglich geplante entspannte Sommertrip zu einer emotionalen Reise, die Diana, Arthur und Lupo dazu zwingt, sich mit ihren familiären Bindungen, unbewussten Dynamiken und schwelenden Konflikten auseinanderzusetzen. Nach Begegnungen mit der Polizei, einem Besuch bei ihrer feindseligen Mutter, dem Aufenthalt auf einer äußerst sinnlichen Party, einer Reifenpanne, einer Beerdigung und weiteren hitzigen Diskussionen gelangen sie schließlich nach Italien. Sie haben im Verlauf ihrer gemeinsamen Reise neue Freundschaften geknüpft und es sind neue Hoffnungen entstanden.

## Hintergrund
Arthur&Diana ist der zweite Spielfilm von Sara Summa nach dem für mehrere Filmpreise nominierten Drama Die Letzten, die sie lebend sahen, das 2019 bei der 69. Berlinale in die Sektion Forum aufgenommen wurde. Die Filmemacherin wurde 1988 in Frankreich geboren, stammt aus einer italienischen Familie und lebt in Berlin. Ab 2013 begann sie ein Regie-Studium an der dortigen Deutsche Film- und Fernsehakademie (DFFB).
Beim Filmprojekt Arthur&Diana übernahm Summa die Posten als Regisseurin, Drehbuchautorin, Hauptdarstellerin und Editorin. Es handle sich laut eigenem Bekunden um ein autofiktionales Werk, ein „Selbstporträt“. Die Titelfiguren wurden von ihrem Bruder Robin Summa und ihr inspiriert. Summa wollte, dass die Geschwister ihre eigenen Alter Egos interpretieren, während die im Film geschilderten Ereignisse und anderen Figuren größtenteils erfunden seien. Daher bezeichnet sie den Film selbst als ein „fiktives Werk“. Im Drehbuch verarbeitete sie Themen, die ihre „persönlichen und familiären Beziehungen“ prägten.
Die Dreharbeiten fanden von Ende Juli bis Ende August 2021 statt. Als Kameramann fungierte Faraz Fesharaki. Die Filmmusik komponierte Ben Roessler. Produzentin war die Deutsche Film- und Fernsehakademie Berlin in Ko-Produktion mit dem Rundfunk Berlin-Brandenburg (rbb). Das Projekt wurde vom Medienboard Berlin-Brandenburg mit einer Förderung in Höhe von 115.000 Euro finanziell unterstützt.

## Veröffentlichung
Die Weltpremiere von Arthur&Diana erfolgte am 10. September 2023 in der Nebensektion Discovery des Filmfestivals von Toronto. Nach weiteren Vorstellungen auf europäischen Festivals soll die deutsche Erstaufführung im Januar 2024 im Spielfilm-Wettbewerb des Filmfestivals Max Ophüls Preis erfolgen. Sara Summa war auf dem Festival bereits 2022 im Kurzfilm-Wettbewerb mit ihrer Regiearbeit Wenn in einer Winternacht zwei Reisende vertreten.

## Auszeichnungen
Arthur&Diana wurde im Jahr 2023 in die Wettbewerbe der internationalen Filmfestivals von Athen und Valladolid (Premio Punto de Encuentro) eingeladen, hatte aber jeweils gegenüber dem britischen Beitrag How to Have Sex beziehungsweise gegen die US-amerikanische Produktion Gasoline Rainbow das Nachsehen. Summas Regiearbeit wurde 2024 auch in den Spielfilmwettbewerb des Filmfestival Max Ophüls Preis aufgenommen.